# Anguillosporella vermiformis
Anguillosporella vermiformis är en svampart som först beskrevs av Davis, och fick sitt nu gällande namn av U. Braun 1995. Anguillosporella vermiformis ingår i släktet Anguillosporella och familjen Mycosphaerellaceae.   Inga underarter finns listade i Catalogue of Life.